# Joan de Socarrats
Joan de Socarrats o Joan Socarrats (Sant Joan de les Abadesses, c 1426 ? - Barcelona, 1483/1484) fou un jurista català.

## Biografia
Fou nomenat notari reial l'any 1450. Inicià la seva carrera com a escrivent a Olot, d'on va ser notari, i a la cúria senyorial, com a jutge, a partir de 1459.
Del 1460 en endavant consta com a jutge de les vegueries de Besalú i Camprodon.
Es tracta, doncs, d'un notari que passa a jurisconsult, a semblança de Tomàs Mieres. Si bé consta com a llicenciat i doctor en lleis, es desconeix en quin Estudi General es va formar.
En el marc de la guerra civil catalana cal situar-lo al costat del bàndol de la Generalitat i, per tant, dels candidats reials que aquesta institució propugnà enfront del rei Joan.
Entre 1462 i 1463 actua com a assessor jurídic de quatre capitans de la Generalitat, documentats a Vic i rodalia en uns anys en què la ciutat i la seva comarca són amenaçades pels remences de Verntallat i Vilacetrú, els francesos i els rumors d'una expedició del rei Joan a Girona; els capitans en qüestió són Bernat de Guimerà, veguer de Barcelona, Arnau de Vilademany, fra Joan Galceran de Pinós i Ramon Planella.
Està documentada la presència de Socarrats a l'Audiència del lloctinent Joan de Beaumont, per primer cop, a la sessió celebrada a Barcelona el 21 de novembre de 1463.
A partir del mes d'abril de 1464, quan ja governava Pere el Conestable de Portugal (Pere IV de Catalunya), també forma part del Consell reial, que acompanya per diverses poblacions del Principat. La seva activitat judicial continuà sota els angevins.
Segons els manuscrits conservats de Socarrats, aquest va prendre part en causes judicials presentades entre 1467 i 1480 a les Audiències i als Consells de Joan de Lorena (lloctinent de Renat d'Anjou), Joan II i Ferran II d'Aragó, a l'Audiència del governador general de Catalunya i a la cort del batlle de Barcelona.
De ben segur que estava inscrit a la Matricula jurisperitorum, dels juristes de Barcelona, que es custodiava a la cort del veguer, ja que consta que feia funcions de jutge o assessor a les cúries del veguer i del batlle de Barcelona, el que constituïa un deure dels inscrits en tal matrícula, coincidint també en tals tasques amb Tomàs Mieres i Joan Ramon Ferrer. El 1481 fou elegit prior dels juristes. També exercí com a jutge a l'Audiència del governador general de Catalunya, com Jeroni Pau i Joan Ramon Ferrer.
Tot i haver donat suport a la Generalitat i als monarques patrocinats per aquesta institució, no consta que patís cap represàlia política un cop Joan II entrà a Barcelona, l'octubre de 1472, com a vencedor en la guerra civil. Tot al contrari, hi ha dades que la Dinastia Trastàmara li feu confiança. Així, el mes de novembre està documentada la seva presència a l'Audiència. Posteriorment, el 1474 consta que actuava al Consell reial, on hi fou fins a principis de 1483.
L'obra que li donà fama, els Comentaria, la dedicà, quan era conseller reial de Joan II, a l'infant Ferran.
Morí el 1483 o 1484.
Obres
- Repertorium (manuscrit). Compilació jurídica amb tractats i qüestions de Bartolo de Sassoferrato, Baldo i Angelo degli Ubaldi, Guido da Suzzara, etc., i qüestions pràctiques sobre dret català. Socarrats hi cita, com a fonts dels seus arguments, a juristes com Jaume Callís, Esperandéu Cardona, Jaume Desfar, Guillem Despabord, Jaume Marquilles, Jaume de Montjuïc, Bertran de Seva, Guillem i Jaume de Vallseca, etc., que també apareixen com a tals als Commentaria.

- In tractatum Petri Alberti, canonici barchinonensis, de consuetudinibus Cathaloniae inter dominos et vasallos ac nonnullis aliis, quae Commemorationes Petri Alberti appellantur, doctissima ac locupletissima commentaria (Barcelona, Joan Guardiola, 1551, i Lió, Antoine Vincent, 1551). Coneguda com a Commentaria, és l'obra més difosa de Socarrats i un clar exponent de la recepció del dret comú a Catalunya. Pretén ser una eina per a l'acció de govern de l'infant Ferran, a qui va dedicada l'obra, tant en temps de guerra com de pau. Bartolo de Sassoferrato és qui hi consta més citat, junt amb Baldo.[3]

- Glosses a l'usatge "Auctoritate et rogatu"
- Additiones pacis et treugae (obra no localitzada), citada als Commentaria.